# ميتسوبيشي آر في آر
ميتسوبيشي RVR أو ميتسوبيشي ASX هي سيارة فان صغيرة أطلقته شركة ميتسوبيشي اليابانية أولاً في اليابان باسم RVR عام 2010، ثم أطلقته رسمياً في نفس العام في معرض جينيف الدولي للسيارات في سويسرا.
التصميم الخارجي لطراز ميتسوبيشي ASX الجديد كلياً يشبه إلى حد بعيد طراز لانسر السيدان، حيث يتميز بمقدمة تحتوي على أضواء جديدة تمتد على الجوانب، وشبك أمامي عريض أسود اللون مزين بالكروم، بالإضافة إلى صادم أمامي بارز يحتوي على تكملة الشبك الأمامي، وأضواء ضباب دائرية على طرفيه.
وتمتد الخطوط الجانبيه لـ ASX صعوداً إلى الخلف لتلتقي مع الأضواء الخلفية الطولية التي تدمج ما بين الجوانب المنتفخة، وباب صندوق الأمتعة المزود بجناح صغير وضوء توقف، والصادم الكبير ذي اللون الأسود.
تتمتع المقصورة الداخلية لطراز ميتسوبيشي ASX 2013 بعدادات كبيرة منفصلة محاطة بإطار من الكروم، ومقود متعدد الوظائف يتوسطه شعار ميتسوبيشي يمكنك من التحكم بالنظام الصوتي ومثبت السرعة والمكالمات، بالإضافة إلى مقاعد جلدية حاضنة مزودة بخاصية التدفئة.
كما وتشتمل ميتسوبيشي ASX 2013 على كونسول وسطي يحتوي شاشة كبيرة في منتصفه لعرض الأنظمة المعلوماتية والترفيهية، وعلى أزرار التحكم بنظام التكييف، والراديو ومشغل الأقراص الصلبة.
وتتوفر ميتسوبيشي ASX 2013 بنظامي دفع الأول رباعي وتجد مواصفاته في الأسفل، ونظام الدفع الثاني أمامي مزود بصندوق سرعات أوتوماتيكي، ومحرك مكون من 4 اسطوانات سعة 2000 سي سي بقوة حصانية مقدارها 148 حصان وسرعة قصوى تبلغ 210 كم في الساعة وتسارع من صفر إلى 100 خلال 9.5 ثانية.

## وصلات خارجية
- تقرير ميتسوبيشي ASX (نسخة مؤرشفة)